# Bradley (priimek)
Bradley je priimek več oseb:
- Bill Bradley, igralec bejzbola in senator ZDA
- Craig Bradley, igralec avstralskega nogometa
- David Bradley, ameriški računalničar
- F. H. Bradley, britanski filozof
- Henry Bradley, britanski jezikoslovec
- James Bradley, angleški astronom
- Marion Zimmer Bradley, pisatelj znanstvene fantastike
- Omar Nelson Bradley, ameriški general
- Shawn Bradley, igralec bejzbola